# 로케트전기
로케트전기는 로케트 전지 상표로 유명한 건전지 회사였다. 로케트전기가 외환위기로 어려워지자 상표를 질레트에 매각하고 계속 OEM 생산하였다. 로케트전기가 망한 이후 공장을 인수하여 종업원이 알이배터리를 세웠으나 로케트 전지 상표를 쓰지 않게 되었다.